# Équeurdreville-Hainneville
Équeurdreville-Hainneville ist eine ehemalige Stadt und heute eine Commune déléguée in der französischen Stadt Cherbourg-en-Cotentin mit 15.772 Einwohnern (Stand: 1. Januar 2022) im Département Manche in der Region Normandie.

## Geographie

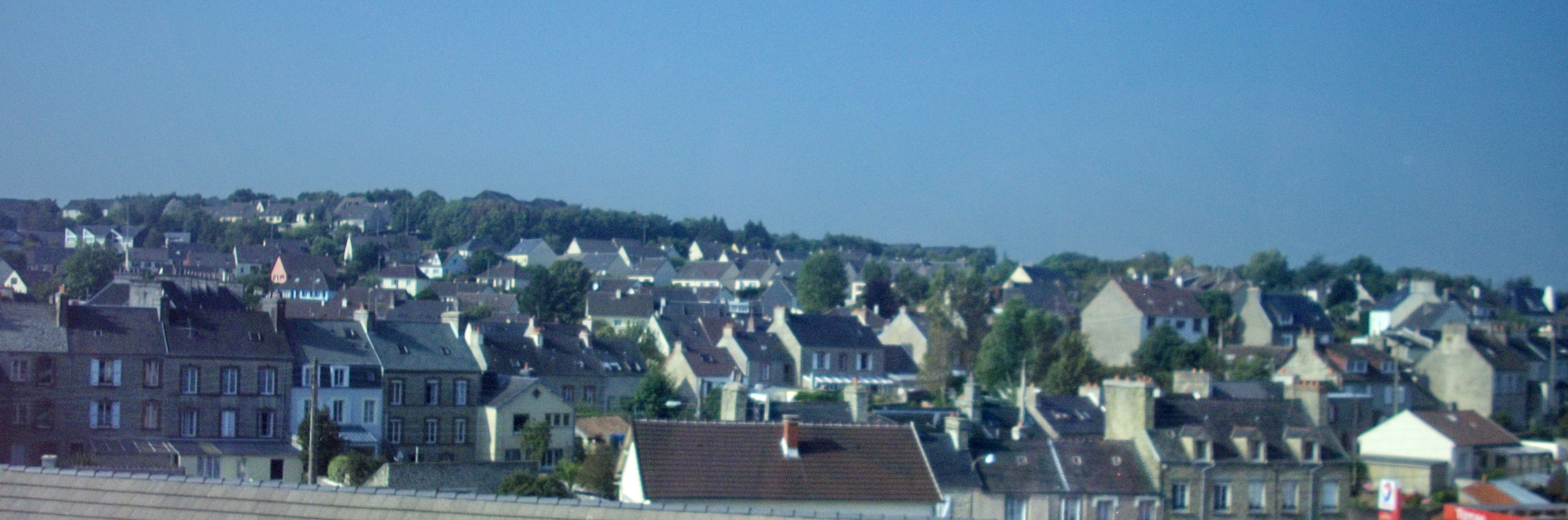
Blick auf Équeurdreville

Équeurdreville-Hainneville liegt unmittelbar am Ärmelkanal. Im Osten grenzt Cherbourg-Octeville an die ehemalige Stadt. Im Süden liegt Nouainville, im Südwesten Flottemanville-Hague, im Westen Tonneville und im Nordwesten Querqueville.

## Toponymie
Équeurdreville-Hainneville leitet sich aus der französischen Endung -ville und aus dem anglo-skandinavischen Namen Skelder (was Équeurdreville anbelangt) und aus dem germanischen Namen Hagino (was Hainneville anbelangt) ab.

## Geschichte
1055 wurde in Équeurdreville die Kirche Notre-Dame d’Assomption durch den Bischof von Coutances, Geoffroy de Montbray, errichtet. Ebenfalls im 11. Jahrhundert errichtet wurde die Kirche von Hainneville.
Für den Zweiten Weltkrieg wurde bei der Ortschaft Brécourt das Marinefort Équerdreville gebaut.
1965 wurden die vormals eigenständigen Gemeinden Équeurdreville und Hainneville zur heutigen Gemeinde zusammengeschlossen.
Die Gemeinde Équeurdreville-Hainneville wurde am 1. Januar 2016 mit Cherbourg-Octeville, Tourlaville, La Glacerie und Querqueville zur neuen Stadt Cherbourg-en-Cotentin zusammengeschlossen. Équeurdreville-Hainneville gehörte zum Arrondissement Cherbourg.

### Bevölkerungsentwicklung
| Jahr                       | 1962 | 1968   | 1975   | 1982   | 1990   | 1999   | 2006   | 2016   |
| -------------------------- | ---- | ------ | ------ | ------ | ------ | ------ | ------ | ------ |
| Einwohner                  | 9624 | 12.145 | 12.647 | 13.332 | 18.256 | 18.173 | 17.552 | 16.900 |
| Quellen: Cassini und INSEE |      |        |        |        |        |        |        |        |

## Sehenswürdigkeiten
- Kirche Mariä Himmelfahrt in Equeurdreville
- Kirche Mariä Himmelfahrt in Hainneville
- Kapelle Pius X.
- Fort du Tôt
- Fort des Couplets
- Wasserturm

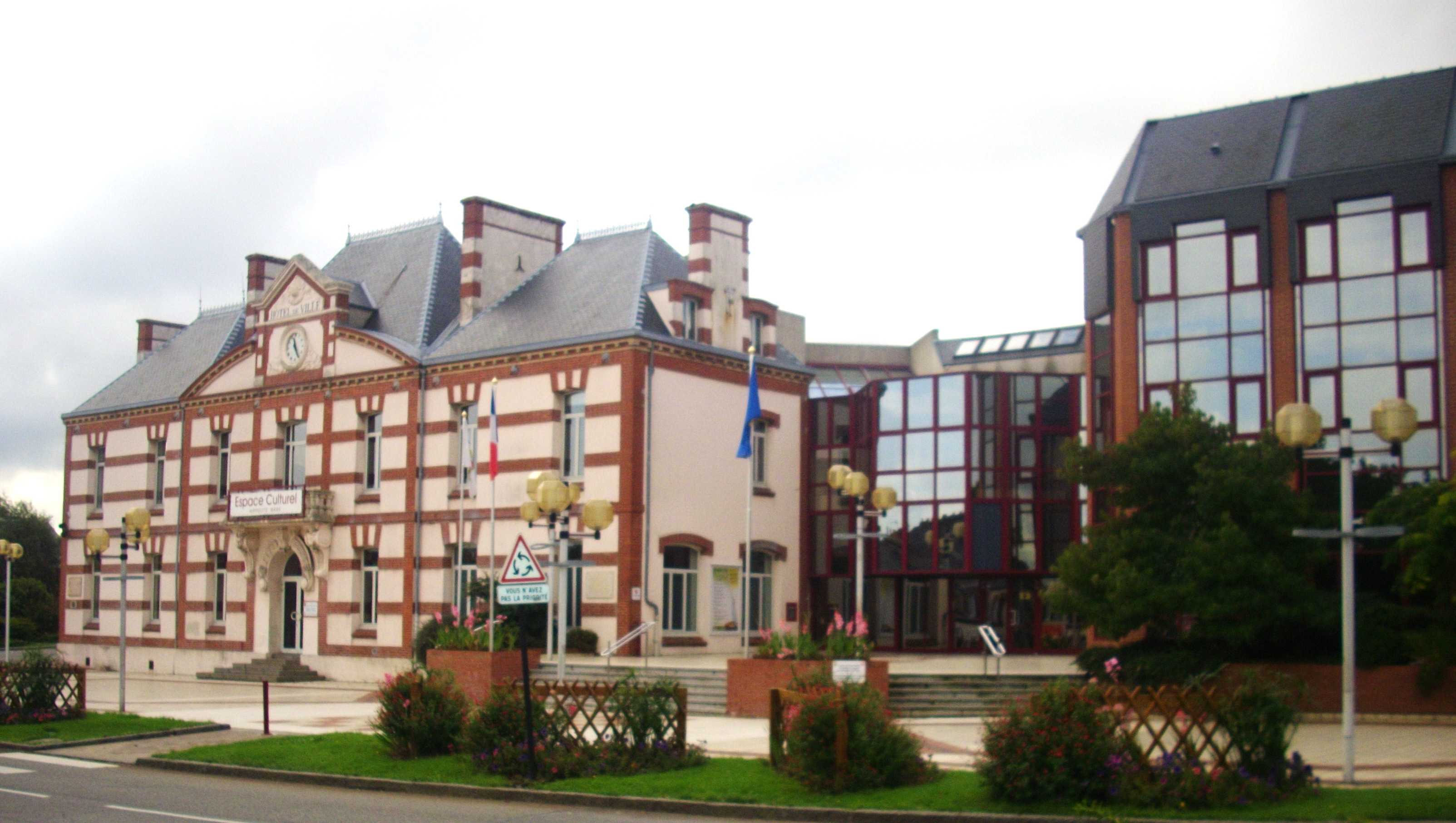
Ehemaliges Rathaus (Hôtel de ville)
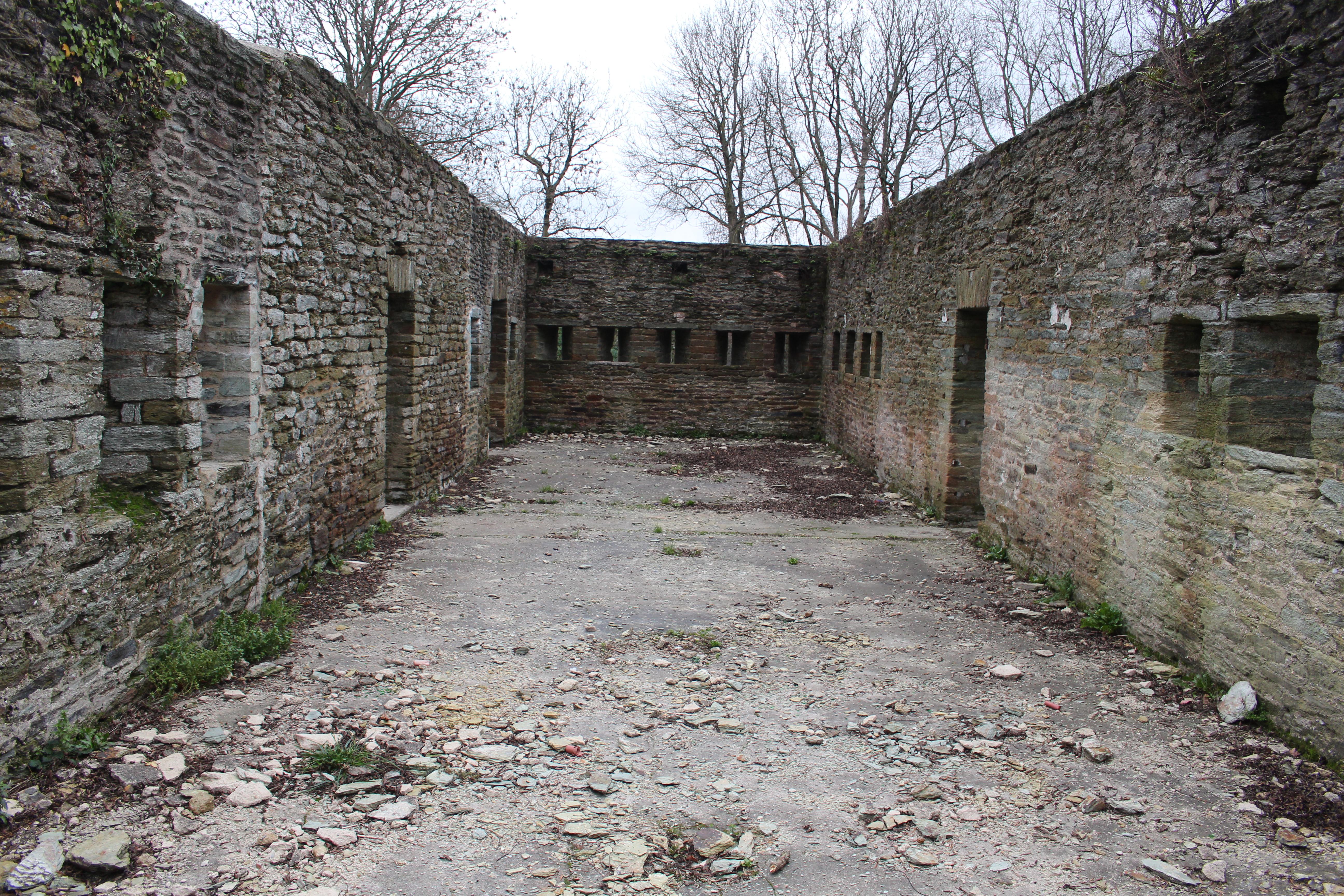
Reste des Fort du Tôt
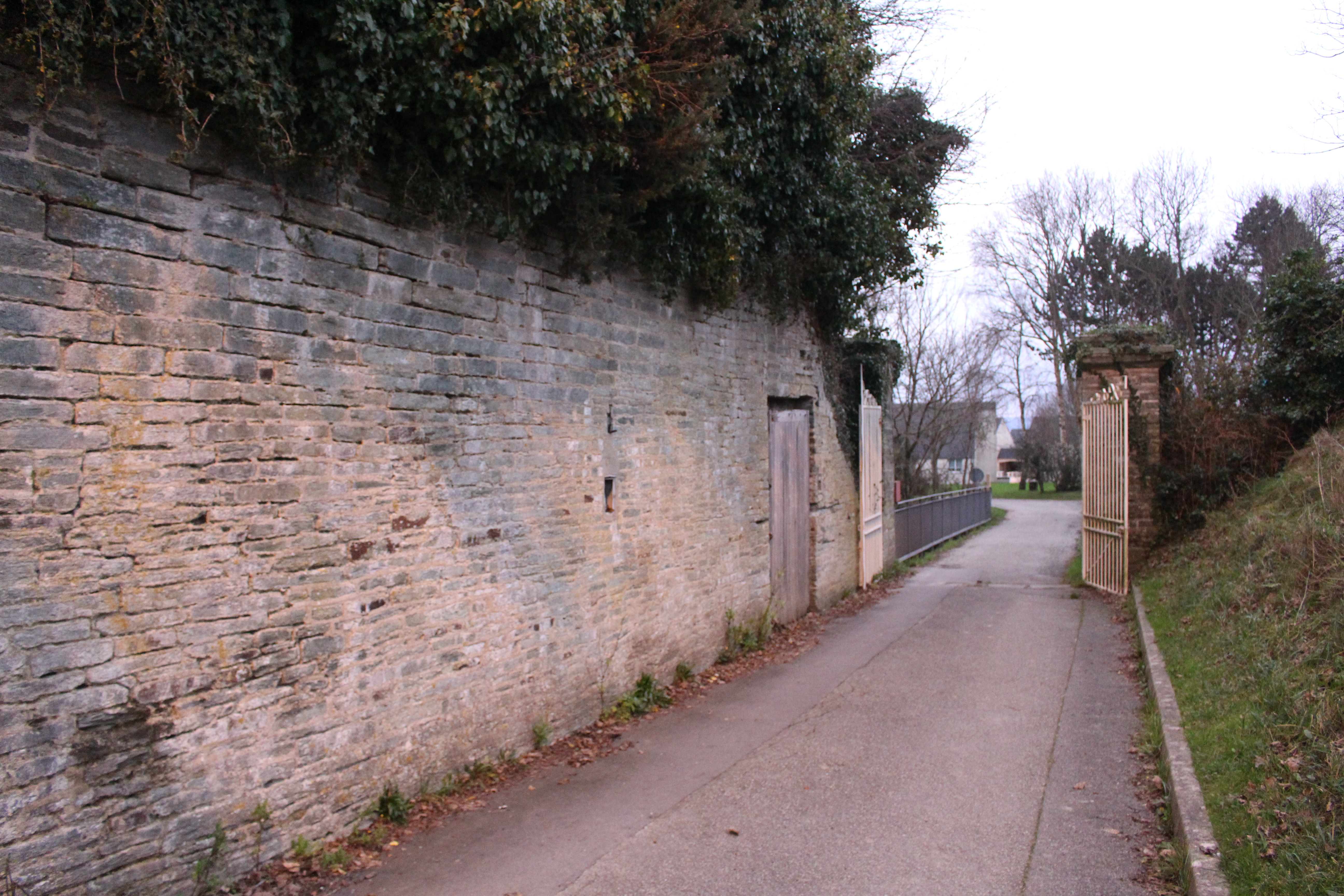
Reste des Fort des Couplets
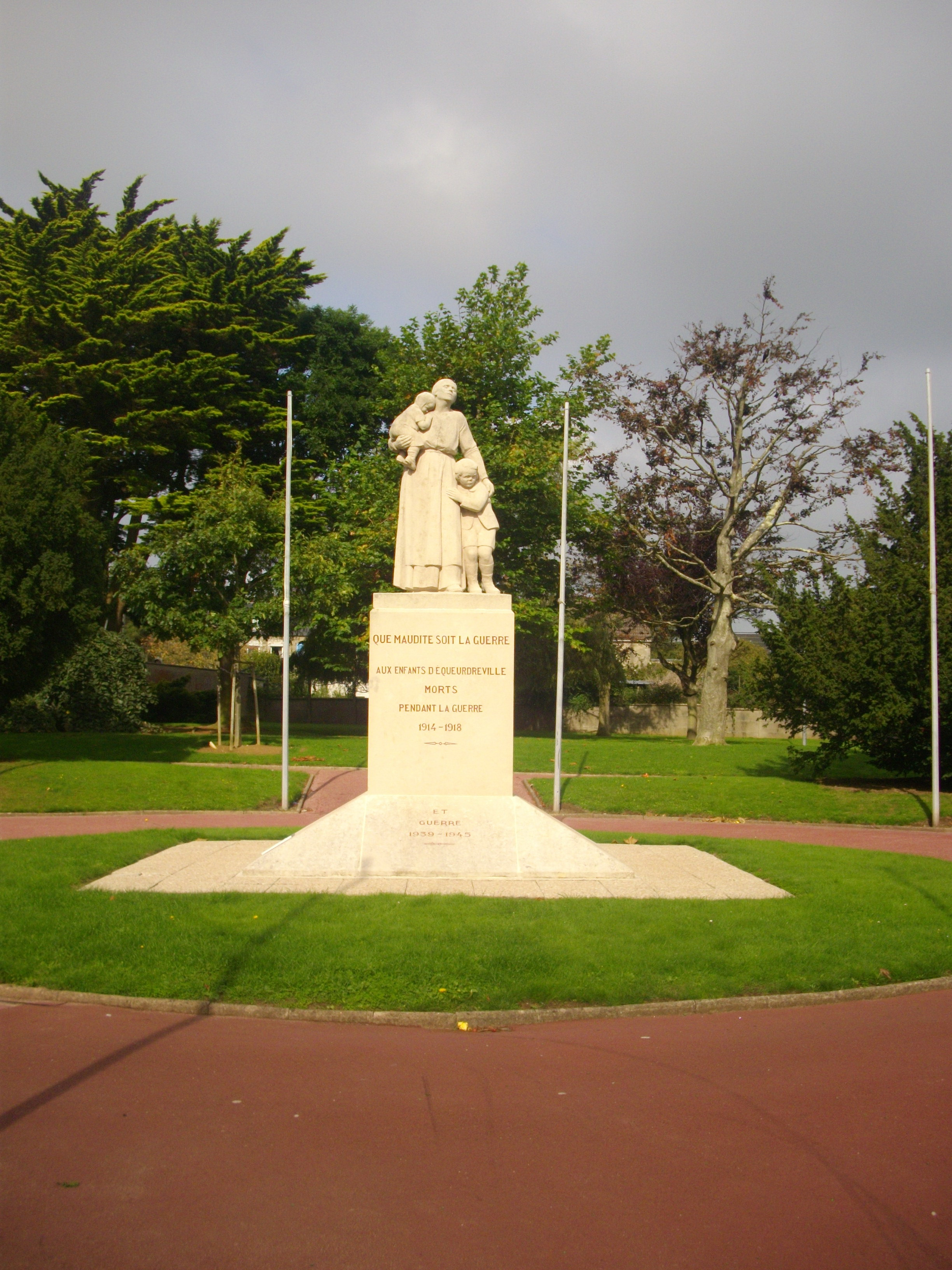
Gefallenendenkmal

## Persönlichkeiten
- Hippolyte Mars (1870–1959), Politiker und Widerstandskämpfer
- René Schmitt (1903–1968), Politiker und Widerstandskämpfer
- Kléber Haedens (1913–1976), Schriftsteller
- Marcel Mouchel (1927–2012), Fußballspieler
- Ernst Umhauer (* 1989), Schauspieler
- Johnny Clegg (1953–2019), Komponist und Sänger

## Belege
1. ↑   René Lepelley. Dictionnaire étymologique des noms de communes de Normandie. Presses universitaires de Caen. Seite 116. ISBN 2-905461-80-2